# Eriogonum nebraskense
Eriogonum nebraskense là một loài thực vật có hoa trong họ Rau răm. Loài này được Rydb. mô tả khoa học đầu tiên năm 1917.